# Gilles Dewaele
Gilles Dewaele (Knokke-Heist, 13 febbraio 1996) è un calciatore belga, difensore del Kortrijk.

## Caratteristiche tecniche
È un terzino destro.

## Carriera

### Club
Ha giocato nella prima divisione belga.

### Nazionale
Ha giocato nelle nazionali giovanili belghe Under-17, Under-18 ed Under-19.